# Júlíus Magnússon
Júlíus Magnússon (28 giugno 1998) è un calciatore islandese, centrocampista dell'Elfsborg e della nazionale islandese.

## Carriera

### Club
Il 9 febbraio 2023, Magnússon è stato ufficialmente tesserato dai norvegesi del Fredrikstad, a cui si è legato con un contratto quadriennale. Con la squadra dell'Østlandet nel 2023 vince il campionato di 1. divisjon e ottiene la promozione in Eliteserien.

### Nazionale
Vanta oltre 30 presenze nelle rappresentative giovanili dell'Islanda dall'Under-16 all'Under-21. Fa il suo esordio in nazionale maggiore il 9 giugno 2022 in occasione del match amichevole contro San Marino, sostituendo Aron Þrándarson.

## Palmarès

### Club

#### Competizioni nazionali
- Bikar karla: 3

Víkingur: 2019, 2021, 2022
- Úrvalsdeild: 1

Víkingur: 2021
- Supercoppa d'Islanda: 1

Víkingur: 2022
- 1. divisjon: 1

Fredrikstad: 2023
- Coppa di Norvegia: 1

Fredrikstad: 2024

#### Competizioni giovanili
- Eredivisie: 2

Heerenveen: 2017, 2018

## Statistiche

### Cronologia presenze e reti in nazionale
| Cronologia completa delle presenze e delle reti in nazionale ― Islanda | Cronologia completa delle presenze e delle reti in nazionale ― Islanda | Cronologia completa delle presenze e delle reti in nazionale ― Islanda | Cronologia completa delle presenze e delle reti in nazionale ― Islanda | Cronologia completa delle presenze e delle reti in nazionale ― Islanda | Cronologia completa delle presenze e delle reti in nazionale ― Islanda | Cronologia completa delle presenze e delle reti in nazionale ― Islanda | Cronologia completa delle presenze e delle reti in nazionale ― Islanda |
| Data                                                                   | Città                                                                  | In casa                                                                | Risultato                                                              | Ospiti                                                                 | Competizione                                                           | Reti                                                                   | Note                                                                   |
| ---------------------------------------------------------------------- | ---------------------------------------------------------------------- | ---------------------------------------------------------------------- | ---------------------------------------------------------------------- | ---------------------------------------------------------------------- | ---------------------------------------------------------------------- | ---------------------------------------------------------------------- | ---------------------------------------------------------------------- |
| 9-6-2022                                                               | Serravalle                                                             | San Marino                                                             | 0 – 1                                                                  | Islanda                                                                | Amichevole                                                             | -                                                                      | 87’                                                                    |
| 6-11-2022                                                              | Abu Dhabi                                                              | Arabia Saudita                                                         | 1 – 0                                                                  | Islanda                                                                | Amichevole                                                             | -                                                                      | 84’ 85’                                                                |
| 16-11-2022                                                             | Hwaseong                                                               | Corea del Sud                                                          | 1 – 0                                                                  | Islanda                                                                | Amichevole                                                             | -                                                                      | 79’                                                                    |
| 8-1-2023                                                               | Albufeira                                                              | Estonia                                                                | 1 – 1                                                                  | Islanda                                                                | Amichevole                                                             | -                                                                      | 46’                                                                    |
| 12-1-2023                                                              | Faro                                                                   | Svezia                                                                 | 2 – 1                                                                  | Islanda                                                                | Amichevole                                                             | -                                                                      | 75’                                                                    |
| Totale                                                                 |                                                                        | Presenze                                                               | 5                                                                      |                                                                        | Reti                                                                   | 0                                                                      |                                                                        |